# Ines Pianka
Ines Pianka (* 15. März 1969 in Bergen (Rügen)) ist eine ehemalige deutsche Volleyballspielerin und Beachvolleyballspielerin.

## Karriere Halle
Ines Pianka spielte 259-mal für die deutsche A-Nationalmannschaft, dabei gab sie mit gerade 16 Jahren ihr Debüt in der damals so erfolgreichen DDR-Frauennationalmannschaft, mit der sie bei den Europameisterschaften in der Bundesrepublik Deutschland 1989 die Silbermedaille gewann. Drei Jahre zuvor war ihr dies bereits mit der Junioren-Auswahl bei der Europameisterschaft in Bulgarien gelungen. Ab Januar 1991 war sie als Zuspielerin und Spielmacherin die Integrationsfigur bei der Bildung der gesamtdeutschen Nationalmannschaft, mit der sie auf Anhieb bei den Europameisterschaften 1991 in Italien die bis dahin erste Medaille (Bronze) für eine A-Nationalmannschaft des Deutschen Volleyball-Verbandes (DVV) holte. In ihrer mehr als zwölfjährigen Karriere in der Frauennationalmannschaft gab es neben weiteren Spitzen-Platzierungen bei Europameisterschaften mit Rang fünf bei den Weltmeisterschaften 1994 in Brasilien die bis heute beste WM-Platzierung einer DVV-Auswahl. 1996 führte Ines Pianka die deutsche Mannschaft beim Olympia-Qualifikationsturnier in Bremen zum ersten Sieg überhaupt gegen die übermächtige Sowjetunion und damit zu den Olympischen Spielen in Atlanta. Mit Rang acht beendete die Kapitänin der DVV-Olympiaauswahl dann ihre Laufbahn im Nationaltrikot.
National spielte Ines Pianka für den SC Dynamo Berlin (sechsmal Meister der DDR und dreimal Pokalsieger), für den USC Münster (Europapokalsieger der Pokalsieger, Deutscher Meister und Deutscher Pokalsieger), für CJD Feuerbach und für den VC Schwerte (DVV-Pokalsieger). Als Spielmacherin führte sie den Außenseiter Schwerte im Frühjahr 1998 noch einmal zum Pokalsieg und beendete danach ihre beeindruckende Hallenkarriere. In der hatte sie nebenbei wohl noch einen Rekord für die Ewigkeit aufgestellt: Mit ihrem ersten Auftritt für den USC Münster in der Bundesliga begann 1990 eine Serie, die erst mit ihrem letzten Auftritt zum Abschluss der Saison 1997/98 – also nach acht Spielzeiten – endete: In dieser Zeit verpasste Ines Pianka nicht ein einziges Bundesliga-, Pokal- oder Europapokalspiel ihrer Vereine.
Angesichts dieser sportlichen Leistungen, der unglaublichen Beständigkeit sowie ihres stets vorbildlichen Auftretens auf- und außerhalb des Volleyballfeldes verwunderte es nicht, dass sie zahlreiche Ehrungen nicht nur regelmäßig als „Beste Zuspielerin“ einheimste: 1991 (als erste gesamtdeutsche) und 1995 wurde sie zur Volleyballerin des Jahres gewählt. Vielfach wurde sie mit ihren Vereinen bei ihren Stationen in Berlin, Münster, Stuttgart und Schwerte als „Mannschaft des Jahres“ geehrt. Sie wurde vom Sportbund der Stadt Münster beim Ball des Sports 1990 als Sportler des Jahres ausgezeichnet. Auch in Schwerte wurde sie als „Sportler des Jahres“ geehrt.

## Karriere Beach
Ines Pianka war auch im Beachvolleyball sehr erfolgreich. Zwei Monate nach dem Ende ihrer Hallenlaufbahn gewann sie im Mai 1998 an der Seite von Jana Vollmer gegen die komplette nationale Konkurrenz ihr erstes Mastersturnier. Bei allen acht Turnieren der damals höchsten deutschen Beach-Serie stand das Duo 1998 auf dem Treppchen: Viermal Rang eins, dreimal Rang zwei und einmal Platz drei lautete die beeindruckende Bilanz, die sie als Deutsche Vizemeisterin in Timmendorfer Strand krönte. Bis 2005 gewann sie mit unterschiedlichen Partnerinnen insgesamt 13 Mastersturniere und damit mehr als jede andere Spielerin während dieser Zeit. Bei internationalen Auftritten 1999 und 2000 gelangen mit Steffi Pohl u. a. ein zweiter Platz beim World Challenger in Italien, Rang neun beim Weltserien-Grand-Slam-Turnier in Berlin und Platz sieben bei den Europameisterschaften in Spanien. Ab 2001 spielte Ines Pianka gemeinsam mit der Amerikanerin Tonya Williams, so dass keine internationalen Auftritte mehr möglich waren. Doch national sorgten die Routiniers stets für Furore: Ines Pianka wurde so 2001 erneut Deutsche Vizemeisterin, erreichte 2002 den dritten Platz und krönte ihre Laufbahn 2003 mit dem Deutschen Meistertitel, dafür wurde das Duo anschließend als „Mannschaft des Jahres“ in Hamm/Westf. ausgezeichnet. Zum Abschluss ihrer Beach-Laufbahn qualifizierte sich Ines Pianka 2005 noch einmal mit ihrer früheren Partnerin Jana Vollmer für die ersten Beach-Weltmeisterschaften im eigenen Land und belegte hier Platz 25. Damit verabschiedete sich die „Grande Dame des Deutschen Volleyballs“ (Volleyball-Magazin) nach fast 30-jähriger Karriere von der großen Bühne.

## Trainertätigkeit
Schon während ihrer aktiven Zeit erwarb Ines Pianka die B-Trainerlizenz und sammelte Erfahrungen als Hallen-Jugendtrainerin in Hamm. Im Anschluss an ihre aktive Karriere konzentrierte sie sich ab 2006 als Headcoach der Beach-Academy darauf, ihre Erfahrungen an Spieler aller Leistungsklassen weiterzugeben.